# Lừa Andalusia
Lừa Andalusia (tiếng Tây Ban Nha: Asno Andaluz) là một giống lừa có nguồn gốc ở tỉnh Córdoba, Andalusia, Tây Ban Nha. Giống lừa này còn được gọi với nhiều cái tên khác nhau như Asno Cordobés ("Lừa Cordovan") cái tên đặt theo thành phố Córdoba hoặc Asno de Lucena ("Lừa Lucena") vì nó được cho là có nguồn gốc ở thị trấn Lucena, Córdoba.
Loài này được coi là được đánh giá cao nhất trong thế kỷ thứ mười tám, và vương miện Tây Ban Nha sẽ không cho phép chúng được đưẩ khỏi đất nước; tuy nhiên, vua Charles III đã gửi hai người con lừa đực cho Tổng thống Hoa Kỳ George Washington vào năm 1785. Chỉ có một con lừa đực sống sót sau cuộc hành trình trên biển tới Núi Vernon, và được đặt tên là "Món quà Hoàng gia".

## Đặc điểm
Andalucia là một giống lừa có kích thước lớn, trung bình 150–160 cm (59–63 in) tính từ vai và có chiều dài trung bình. Đầu cúng có kích thước trung bình, với khuôn mặt gồ ghề; cổ chúng khá cơ bắp. Bộ lông ngắn và mịn, và mềm khi chạm vào có màu xám nhạt, đôi khi gần như trắng. Lừa Andalucia khỏe mạnh và mạnh mẽ, nhưng ngoan ngoãn và điềm tĩnh. Nó phù hợp với điều kiện nóng và khô cằn của môi trường tự nhiên.:418

## Trạng thái bảo tồn
Trạng thái hiện tại của giống lừa Andalucia là nguy cấp. Vào cuối năm 2013, tổng số lượng lừa giống này được báo cáo là 749, trong đó hầu như tất cả đều ở Andalucia.